# 황철규
황철규(1964-10-27 ~)는 대한민국의 검사이자, 교수이다.

## 생애
1964년 10월 27일에 태어나 명지고등학교, 1987년 서울대학교 법학과를 졸업하고 1987년 제29회 사법시험에 합격하여 1990년 사법연수원 19기와 육군 법무관을 거쳐 1993년 인천지방검찰청 검사에 임용되었다. 1998년 조지워싱턴대학교 로스쿨 LLM, 2009년 한양대학교 대학원에서 법학 박사를 취득하였다.

## 경력
- 1987년 제29회 사법시험 합격
- 1990년 제19기 사법연수원 수료
- 1993년 인천지방검찰청 검사
- 1995년 부산지방검찰청 울산지청 검사
- 1997년 서울지방검찰청 의정부지청 검사
- 2000년 대검찰청 검찰연구관
- 2001년 주UN대표부 법무협력관
- 2003년 사법연수원 교수, 부장검사
- 2005년 사법시험 위원(국제법)
- 2005년 미국 뉴욕주 변호사시험 합격
- 2006년 법무부 국제형사과장
- 2008년 서울중앙지방검찰청 형사6부장검사
- 2009년 대검찰청 미래기획단장
- 2010년 대검찰청 국제협력단장
- 2010년 대검찰청 세계검찰총장회의 준비기획단장
- 2011년 6월 국제검사협회(IAP) 집행위원
- 2011년 9월 서울동부지방검찰청 차장검사
- 2012년 7월 ~ 2013년 4월 제11대 수원지방검찰청 안산지청장
- 2013년 4월 대전고등검찰청 차장검사
- 2013년 12월 ~ 2015년 2월 법무부 범죄예방정책국장
- 2014년 11월 국제검사협회(IAP) 아시아태평양 담당 부회장
- 2015년 2월 11일 ~ 2015년 12월 23일 제15대 서울서부지방검찰청 검사장
- 2015년 12월 24일 ~ 2017년 7월 31일 제62대 부산지방검찰청 검사장
- 2017년 8월 1일 ~ 2018년 6월 21일 제48대 대구고등검찰청 검사장
- 2018년 6월 22일 ~ 2019년 7월 30일 제31대 부산고등검찰청 검사장
- 2019년 7월 31일 ~ 2021년 6월 법무연수원 연구위원
- 2019년 9월 ~ 2022년 10월 법무연수원 국제형사센터 소장
- 2019년 9월 ~ 2022년 9월 국제검사협회 회장
- 2021년 6월 ~ 2022년 5월 대전고등검찰청 차장검사
- 2021년 6월 유엔한국협회 이사
- 2022년 5월 ~ 2022년 10월 서울고등검찰청 검사
- 유엔한국협회 부회장
- 국제올림픽위원회(IOC) 반부패 전문위원
- 2023년 1월 ~ 경기대학교 석좌교수
- 2023년 1월 ~ 세계법조인협회 부회장
- 2023년 1월 ~ 한미우호협회 회원
- 2023년 2월 ~ 법무법인(유한) 해광 대표변호사
- 2023년 4월 ~ 2028년 4월 학교법인 가톨릭학원 개방이사
- 2024년 3월 ~ GS건설 사외이사
  - GS건설 감사위원
  - GS건설 ESG위원회 위원
  - GS건설 보상위원회 위원
  - GS건설 내부거래위원회 위원
- 2024년 8월 ~ 대한승강기협회 청렴옴부즈만 위원

## 논문
- 《미국의 비밀수사 연구》
- 《돈세탁 방지를 위한 국제금융 시스템 강화방안》
- 《국제입법 참여 및 법조인 국제기구 진출 활성화》
- 《횡령과 배임의 경계에 있는 사안들에 대한 검토》
- 《카르텔에 대한 공적 집행의 개선방안 연구》

## 저서
- 《정치개혁 이렇게 한다》

## 수상
- 2006년 한·유럽연합(EU) 협력상 최고책임감상(EUCCK)